# Joseph Christensen
Joseph Christensen (ca. 1801 – 1. december 1891) var en dansk skolelærer, kirkesanger, gårdejer, lokalhistoriker og amatørarkæolog. Han har bidraget til Samlinger til jydsk Historie og Topografi og opdagelse af en runesten ved Vejerslev Kirke, indsendelsen af en guldfingerring til Nationalmuseet, samt publikationer over Gudenåen og Gudenådalen.

## Tidlige liv og familie
Joseph Christensen blev født omkring 1801 i Gullev Sogn i Viborg Amt som søn af gårdmand Kristen Christensen Ibsen og Maren Josephsdatter. Han blev gift i 1833 med Anne Scholastica Wielandt (1813–1874). De fik mindst syv børn.

## Karriere
Fra 1834 til 1850 var Christensen skolelærer og kirkesanger i Sall Sogn. Senere blev han gårdejer i Iller, Grønbæk Sogn, og ved sin død var han omtalt som aftægtsmand i Vejerslev Sogn.
Han var en passioneret lokalhistoriker og bidrog til flere bind af Samlinger til jydsk Historie og Topografi med artikler om blandt andet Sall, Gullev, Grønbæk, Vejerslev og Aidt Sogne.
Joseph bidrog med flere artikler til "Samlinger til jydsk Historie og Topografi", herunder:
- Bind VI (1876–77) – med artikler som "Vejerslev og Aigt Sogne" og "Om Allingkloster, Grønbæk Kirke og Kong Erik Glippings Jagthus"
- Bind VIII (1880–81) – "Hans Hansen Rosborg til Frisbolt"

- Bind X (1884–85) – "Beskrivelse over Sall og Gullev Sogne"

Joseph Christensen skrev sine håndskrevne optegnelser om Gudenådalen og Silkeborgegnen i  i 1870’erne og 1880’e. Disse trykte artikler bygger ofte på hans personlige optegnelser og feltundersøgelser, som han sandsynligvis påbegyndte tidligere, muligvis allerede i 1850’erne eller 1860’erne, mens han stadig virkede som lærer og gårdmand i Iller ved Gudenåen.
En af hans publikationer var "Om Gudenåen og Gudenådalen I og II - Dalen", hvor han undersøgte flodens rolle, både i geografi, kultur, flora og fauna samt dens historiske betydning i regionens udvikling., skriver blandt andet:
"Landskabet præges af bakker og flade strækninger, hvor der tidligere har været både landbrug og skovbrug."
"Gudenåen var også et vigtigt transportmiddel, hvor handelsfolk sejlede op og ned ad åen med varer."
Josephs arbejde har bidraget til en bredere forståelse af regionens udvikling gennem tiden og hans håndskrevne optegnelser er i dag bevaret på Silkeborg Arkiv og er tilgængelige for offentligheden.

## Arkæologiske fund
I 1836 fandt han en runesten i kirkediget ved Vejerslev Kirke,  som nu er indmuret i kirkens sydside. Inskriptionen lyder: "Iver huggede disse runer over sin broder Skalmi", Den menes at stamme fra området ved Gudenåen med de mange gravhøje.
I 1848 blev en guldfingerring fundet på på en agermark i Sahl Hede af gårdmand Søren Jensen som han gav videre til Joseph for at studere. Ringen, som indeholder en rød sten og inskriptionen "veni sancte spiritus" blev indsendt til det daværende Oldnordiske Museum og Joseph beskrev fundet i Samlinger til jydsk Historie og Topografi, hvor han bla. dateret ringen til det 12. århundrede og foreslog, at den kunne være tabt af en biskop under Kong Valdemar den store's felttog i 1157. Ringen er nu udstillet på Nationalmuseet under inv.nr. 10212.

## Ægteskab og familie
Joseph blev gift den 12. december 1833 med Anne Scholastica Wielandt (1813–1874), datter af cand. Theol, kystbefalingsmand og gårdejer af Vellinggård i Smidstrup, Morten Møller Wielandt, søn af Frederik Wielandt. De fik mindst syv børn mellem 1834 og 1849:
- Emil Christiansen (f. 1834) - Søn af Anne Wielandt og Christian Lassen, søn af Kammerråd Lars Lassen. Kom i pleje hos Joseph. G.m. Ane Kirstine Bech. Emil og hans kone Ane blev plejeforældre til skuespilleren Rasmus Bech Christiansen.
- Hans Adolph Christensen (f. 1836)
- Martine Christine Christensen (f. 1838)
- Frederikke Ernestine Mikkelline Christensen (f. 1840)
- Christen Ibsen Christensen (f. 1843)
- Marie Dorthea Christensen (f. 1844)
- Jens Riddermann Christensen (f. 1848)
- Michael Pagh Christensen (f. 1849, død som barn)

En del af familien emigrerede senere til USA, New Zealand og Australien.

## Værker
- Vejerslev og Aidt Sogne, i: Samlinger til jydsk Historie og Topografi VI, 1876–77
- Sahl og Gullev Sogne, i: Samlinger til jydsk Historie og Topografi X, 1884–85
- Om Allingkloster, Grønbæk Kirke og Kong Erik Glippings Jagthus, i: Samlinger til jydsk Historie og Topografi VI
- Om Gudenåen og Gudenådalen I og II - Dalen

## Eksterne links
- Anetavle over Joseph Christensen
- Håndskrevne optegnelser – Silkeborg Arkiv
- Tekst af Joseph Christensen i Ronlevs arkiv (Webside ikke længere tilgængelig)